# نبرد مورتیمرز کراس
نبرد مورتیمرز کراس (انگلیسی: Battle of Mortimer's Cross) در تاریخ ۲ فوریه ۱۴۶۱ نزدیک ویگمور، هرفوردشر (بین لمستر و لینت‌واردین) درگرفت، این نبرد یکی از نبردهای عمده از سری جنگ‌های داخلی انگلستان موسوم به جنگ رزها بود، نیروهای ارتش مخالف تحت رهبری جاسپر تودور و دیگر اشراف وفادار به شاه هنری ششم از خاندان لنکستر به همراه ملکه مارگارت آنژو و پسر هفت ساله آنها یعنی ادوارد، پرنس ولز در یک سمت و نیروهای ادوارد، ارل مارچ در سمتی دیگر به مقابله با یکدیگر پرداختند، در برخی منابع ذکر گردیده که نبرد در تاریخ ۳ فوریه صورت گرفته و موضع دقیق مکان نبرد مورد گمانه‌زنی برخی از مورخین بوده این نبرد با پیروزی قاطع یورک‌ها به پایان رسید.